# Chambonas
Chambonas é uma comuna francesa na região administrativa de Auvérnia-Ródano-Alpes, no departamento de Ardèche. Estende-se por uma área de 12,08 km². Em 2010 a comuna tinha 930 habitantes (densidade: 77 hab./km²).